# Sanionia uncinata
Sanionia uncinata là một loài Rêu trong họ Amblystegiaceae. Loài này được (Hedw.) Loeske miêu tả khoa học đầu tiên năm 1907.